# Tarboro (Carolina del Nord)
Tarboro és una població dels Estats Units i seu del comtat d'Edgecombe a l'estat de Carolina del Nord. Segons el cens del 2000 tenia 11.138 habitants.

## Demografia
Segons el cens del 2000, Tarboro tenia 11.138 habitants, 4.359 habitatges i 2.972 famílies. La densitat de població era de 442,4 habitants per km².
Dels 4.359 habitatges en un 29,2% hi vivien nens de menys de 18 anys, en un 45,7% hi vivien parelles casades, en un 18,7% dones solteres, i en un 31,8% no eren unitats familiars. En el 28,7% dels habitatges hi vivien persones soles el 14,8% de les quals corresponia a persones de 65 anys o més que vivien soles. El nombre mitjà de persones vivint en cada habitatge era de 2,48 i el nombre mitjà de persones que vivien en cada família era de 3,02.
Per edats la població es repartia de la següent manera: un 24,1% tenia menys de 18 anys, un 8,2% entre 18 i 24, un 26,3% entre 25 i 44, un 23,4% de 45 a 60 i un 18% 65 anys o més.
L'edat mediana era de 39 anys. Per cada 100 dones de 18 o més anys hi havia 78,3 homes.
La renda mediana per habitatge era de 34.400 $ i la renda mediana per família de 42.938 $. Els homes tenien una renda mediana de 29.889 $ mentre que les dones 22.718 $. La renda per capita de la població era de 17.120 $. Entorn de l'11,2% de les famílies i el 15,3% de la població estaven per davall del llindar de pobresa.

## Poblacions més properes
El següent diagrama mostra les poblacions més properes.